# Taichi (catch)
Taichiro Maki (牧 太一郎, Maki Taichirō), né le 19 mars 1980, est un catcheur japonais. Il travaille actuellement à la Pro Wrestling NOAH et à la New Japan Pro Wrestling sous le nom de Taichi (タイチ, Taichi).

## Carrière

### All Japan Pro Wrestling (2002–2005)
Le 27 août 2017, il fait une apparition lors du show fêtant les 45 ans de la promotion lors de laquelle il bat Yuma Aoyagi.

### Total Nonstop Action Wrestling (2004)
Le 26 mai 2004, il effectue ces débuts à la Total Nonstop Action Wrestling en tant que membre de la Team Japan lors de la World X Cup 2004 lors de laquelle il perd une Battle Royal au profit de Héctor Garza et plus tard dans la soirée, il perd un Four Way Ladder Match au profit de Eric Young qui comprenaient également Jerry Lynn et Mr. Aguila.

### Freelance et New Japan Pro Wrestling (2005–2010)
Le 20 juillet 2009, lui et Milano Collection AT perdent contre Apollo 55 (Prince Devitt et Ryusuke Taguchi) et ne remportent pas les IWGP Junior Heavyweight Tag Team Championship.
En décembre, il participe à la Super J-Cup se faisant éliminer à la suite de sa défaite contre Tigers Mask au premier tour.

### Consejo Mundial de Lucha Libre (2010)
Le 7 mai 2010, lui, Okumura, et Hiroshi Tanahashi battent El Hijo del Fantasma, La Máscara et Héctor Garza et remportent les CMLL World Trios Championship. Le 21 mai, ils perdent leur titres contre La Máscara, La Sombra et Máscara Dorada.
Le 6 juin, il perd contre Máximo dans un Best two-out-of-three falls Lucha de Apuestas, Mask vs. Hair Match et perd ces cheveux.

### Retour à la New Japan Pro Wrestling (2010-2015)

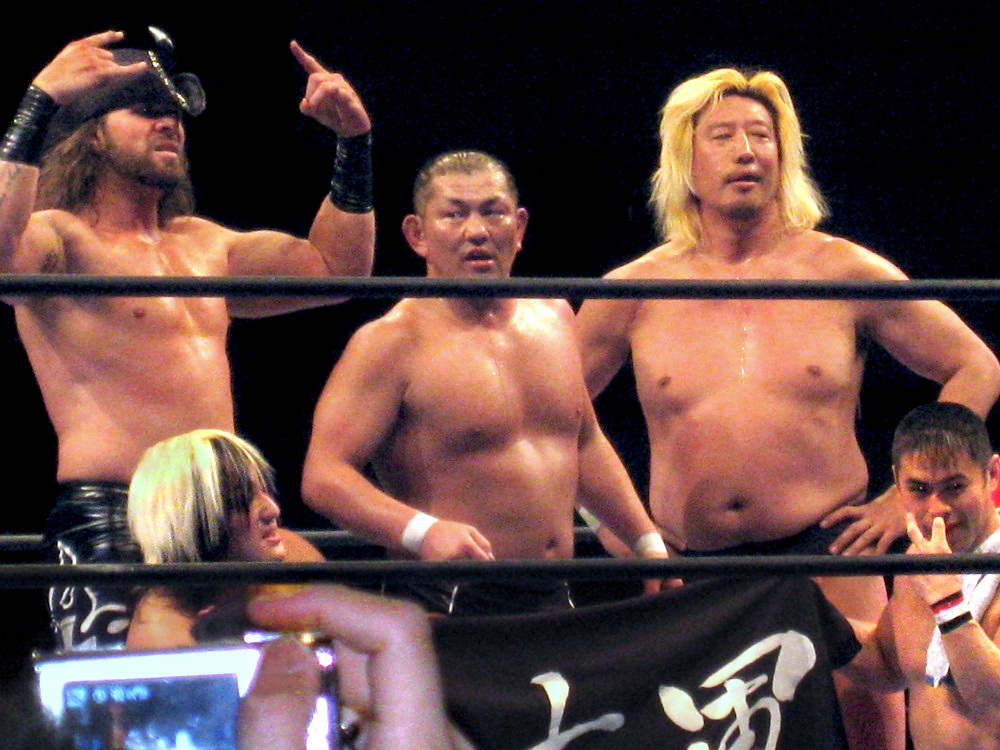
Taichi avec Suzuki-gun en Février 2012

Le 12 décembre 2010, il retourne à la New Japan Pro Wrestling, revenant de sa dernière à la Consejo Mundial de Lucha Libre, accompagnant le IWGP Heavyweight Champion Satoshi Kojima à un match où ce dernier conserve son titre contre Shinsuke Nakamura. Kojima continue de s'associer avec lui lors des événements de la semaine suivante,, et le 23 décembre, ils sont rejoints par Nosawa Rongai et Taka Michinoku. Le 28 janvier 2011, Kojima nomme officiellement le groupe "Kojima-gun".
Lors de The New Beginning - Tag 2, lui et le nouveau membre de Kojima-gun, MVP battent Great Bash Heel (Togi Makabe et Tomoaki Honma). En avril, il bat respectivement Osamu Namiguchi, Keisuke Ishii et Madoka et remporte une place dans le Best of the Supers Juniors 2011. Le 3 mai, lui et Taka Michinoku se retourne contre Kojima et révèle le revenant Minoru Suzuki comme leur nouveau chef. Après avoir perdu ses six premiers matchs dans le Best of the Supers Juniors 2011, il parvient à remporter ses deux derniers matchs et termine huitième de son bloc. Il forme par la suite une équipe réguliere avec Taka Michinoku, puis le 11 septembre, ils affrontent en vain Apollo 55 pour les IWGP Junior Heavyweight Tag Team Championship. Lors de Dominion 6.16, ils perdent contre Jushin Thunder Liger et Tiger Mask pour les IWGP Junior Heavyweight Tag Team Championship après qu'il est démasqué Liger et l'ai involontairement transformé en "Kishin Liger ", une version plus violente de lui-même. En août, il commence à blamer Michinoku pour ces récentes défaites, ce qui les conduit à accepter un match lors duquel le perdant serait viré de Suzuki-gun. Le match à lieu le 22 août à la Kaientai Dojo, la promotion de Michinoku, mais se termine sans vainqueur après que Minoru Suzuki interrompt le match et améne les deux hommes à faire la paix l'un avec l'autre.

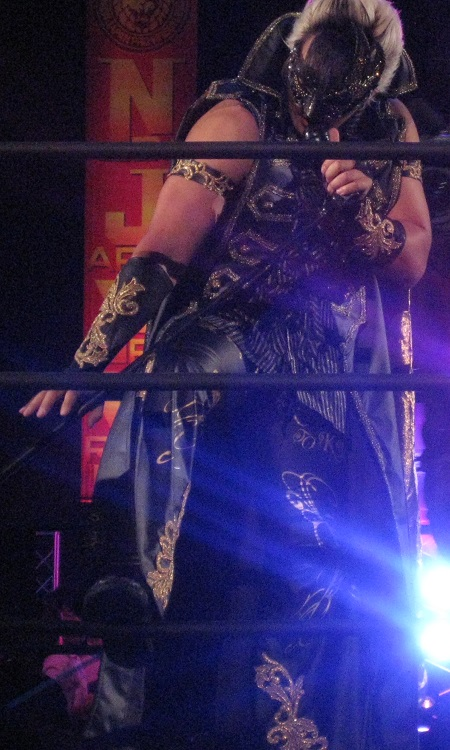
Taichi en septembre 2014

En janvier 2013, il subit une blessure au genou lors d'un accident de la circulation.
Lors de Destruction 2013, lui et Taka Michinoku perdent contre Time Splitters (Alex Shelley et Kushida) et ne deviennent pas challengers no 1 pour les IWGP Junior Heavyweight Tag Team Championship. Cependant, quand Alex Shelley a été mis sur la touche avec une blessure, ils reçoivent une chance pour les titres lors de King of Pro-Wrestling, où ils battent les Forever Hooligans pour remporter les IWGP Junior Heavyweight Tag Team Championship. Le 1er novembre, ils conservent leur titres contre Gedo et Jado. Lors de Power Struggle 2013, ils perdent les titres contre The Young Bucks.
En mai 2014, il participe au Best of the Supers Juniors 2014, terminant avec un record de quatre victoires et trois défaites. Bien qu'il ait terminé à égalité avec le leader et finaliste du bloc grâce à une victoire contre Kenny Omega, il ne réussit pas à se qualifier pour les demi-finales en raison des résultats des matchs en face à face. Il lui est cependant, plus tard accordé l'entrée dans les demi-finales, après que le gagnant du bloc, Alex Shelley, ait été forcé de se retirer du tournoi en raison d'une blessure à l'épaule. Le 8 juin, il est éliminé du tournoi en demi-finale par Kushida. Le jour suivant, la New Japan Pro Wrestling le suspend pendant deux mois avec une réduction de salaire de 30%,. Le 10 août, il effectue son retour de suspension et dispute son match retour le 5 septembre, formant une nouvelle équipe avec le dernier membre de Suzuki-gun, El Desperado et commence à prendre un micro et chantait sur le chemin menant au ring,. Lors de Destruction in Okayama 2014, lui et El Desperado perdent contre Time Splitters et ne remportent pas les IWGP Junior Heavyweight Tag Team Championship. Lors de Power Struggle 2014, il perd contre Ryusuke Taguchi et ne remporte pas le IWGP Junior Heavyweight Championship.

### Pro Wrestling NOAH (2015-2016)
Le 10 janvier 2015, il fait ses débuts à la Pro Wrestling Noah en attaquant le GHC Heavyweight Champion Naomichi Marufuji et les GHC Tag Team Champions TMDK (Mikey Nicholls et Shane Haste) avec tous les autres membres de Suzuki-gun. Le 15 mars, il bat Atsushi Kotoge et remporte le GHC Junior Heavyweight Championship. Le 19 septembre, il conserve son titre contre Daisuke Harada. Le 23 décembre, il perd le titre contre Taiji Ishimori. 
Le 31 janvier 2016, lui et Taka Michinoku perdent contre Momo no Seishun Tag (Atsushi Kotoge et Daisuke Harada) et ne remportent pas les GHC Junior Heavyweight Tag Team Championship. Le 19 février, lui et Yoshinobu Kanemaru perdent contre Momo no Seishun Tag et ne remportent pas les GHC Junior Heavyweight Tag Team Championship,.
Le 2 décembre, il perd contre Atsushi Kotoge et ne remporte pas le GHC Junior Heavyweight Championship,.

### Second retour à la New Japan Pro Wrestling (2017-...)
Le 5 janvier 2017, lui et les autres membres de Suzuki-gun retournent à la New Japan Pro Wrestling. Lors de The New Beginning in Sapporo, lui et Taka Michinoku perdent contre Roppongi Vice (Baretta et Rocky Romero) et ne remportent pas les IWGP Junior Heavyweight Tag Team Championship. Le 6 mars, lui et Yoshinobu Kanemaru battent Roppongi Vice et remportent les IWGP Junior Heavyweight Tag Team Championship. Lors de Sakura Genesis 2017, ils conservent leur titres contre Gedo et Jado. Le 27 avril, ils perdent les titres contre Roppongi Vice. Lors de Dominion 6.11, lui, Yoshinobu Kanemaru et Zack Sabre, Jr. perdent un Gauntlet match au profit de Los Ingobernables de Japón (Bushi, Evil et Sanada) et ne remportent pas les NEVER Openweight 6-Man Tag Team Championship.

#### Division Heavyweight (2018-...)
Lors de 46th Anniversary Show, il perd son premier match chez les Heavyweight contre Tetsuya Naitō. Lors du premier tour de la New Japan Cup 2018, il perd contre Hiroshi Tanahashi. Lors de Dominion 6.9, il perd contre Michael Elgin dans un Three-Way Match qui comprenait également Hirooki Goto et ne remporte pas le NEVER Openweight Championship. Lors de Destruction in Beppu, il bat Hirooki Goto et remporte le NEVER Openweight Championship. Lors de Power Struggle 2018, il perd le titre contre Hirooki Goto.
Le 5 janvier 2019, il rive les épaules du Champion Intercontinental IWGP Tetsuya Naitō durant un Ten-Man Tag Team Match entre Los Ingobernables de Japón et Suzuki-gun et défi Naitō pour son titre immédiatement après. Lors de The New Beginning in Sapporo, il perd contre Tetsuya Naitō et ne remporte pas le IWGP Intercontinental Championship. En mars, il participe à la New Japan Cup 2019 où il bat au premier tour Tomoaki Honma avant de se faire éliminer au second par Tomohiro Ishii,. Lors de Wrestling Dontaku 2019 - Tag 1, il bat Jeff Cobb et remporte le NEVER Openweight Championship pour la deuxième fois. Lors de Dominion 6.9 In Osaka-Jo Hall, il perd le titre contre Tomohiro Ishii.
En juin, il participe à la New Japan Cup 2020 où il bat au premier tour l'ancien IWGP Heavyweight Champion, Hiroshi Tanahashi. Lors du second tour, il bat Kōta Ibushi. Il se fait ensuite éliminer en quart de finale à la suite de sa défaite contre Sanada. Lors de Dominion in Osaka-jo Hall, lui et Zack Sabre, Jr. battent Golden☆Ace (Hiroshi Tanahashi et Kōta Ibushi) et remportent les IWGP Tag Team Championship. Lors de Summer Struggle in Jingu, ils conservent leur titres contre Golden☆Ace. Le 2 novembre, ils conservent leur titres contre Chaos (Hirooki Goto et Yoshi-Hashi). Lors de Wrestle Kingdom 15 - Tag 1, ils perdent leur titres contre Guerrillas of Destiny (Tama Tonga et Tanga Loa),.
Le 1er juin, lui et Zack Sabre, Jr. battent les Guerrillas of Destiny et remportent les IWGP Tag Team Championship pour la deuxième fois,. Le 11 juillet, ils perdent les titres contre Los Ingobernables de Japón (Tetsuya Naitō et Sanada). Lors de Wrestle Grand Slam In Tokyo Dome, ils battent Los Ingobernables de Japón (Tetsuya Naitō et Sanada) et remportent les IWGP Tag Team Championship pour la troisième fois.
Lors de Wrestle Kingdom 16 - Tag 1, ils perdent leur titres contre Chaos (Hirooki Goto et Yoshi-Hashi).

### Just 5 Guys (2023-...)
Le 5 janvier 2023, il décide avec Yoshinobu Kanemaru, Taka Michinoku et Douki de former un nouveau clan du nom de Just 4 Guys,.
Le 5 mars, il perd contre Sanada au premier tour de la New Japan Cup.
Le 11 novembre, lui, Sanada et Yuya Uemura perdent contre contre Chaos (Kazuchika Okada et Tomohiro Ishii) et Hiroshi Tanahashi et ne remportent pas les NEVER Openweight 6-Man Tag Team Championship.

## Palmarès
- All Japan Pro Wrestling
  - Autumn Festival Tag Team Tournament (2004) avec Toshiaki Kawada

- Consejo Mundial de Lucha Libre
  - 1 fois CMLL World Trios Championship avec Hiroshi Tanahashi et Okumura

- New Japan Pro Wrestling
  - 2 fois NEVER Openweight Championship
  - 2 fois IWGP Junior Heavyweight Tag Team Championship avec Taka Michinoku (1) et Yoshinobu Kanemaru (1)
  - 3 fois IWGP Tag Team Championship avec Zack Sabre, Jr.
  - Road to the Super Jr. 2days Tournament (2011)

- Pro Wrestling NOAH
  - 1 fois GHC Junior Heavyweight Championship

## Récompenses des magazines
- Pro Wrestling Illustrated

| Année | 2015 | 2016 | 2017       | 2018 | 2019 | 2020 | 2021 | 2022 | 2023 |
| ----- | ---- | ---- | ---------- | ---- | ---- | ---- | ---- | ---- | ---- |
| Rang  | 310  | 337  | Non classé | 117  | 89   | 119  | 244  | 205  | 334  |

| # | Résultat | Adversaire    | Évènement                                                      | Date             | Durée | Lieu                             | Notes |
| - | -------- | ------------- | -------------------------------------------------------------- | ---------------- | ----- | -------------------------------- | --- |
| 1 | Défaite  | Shingo Takagi | JTO 50th Anniversary For TAKATaichi Together ~ Last TAKATaichi | 19 décembre 2022 | 29:39 | Yoyogi National Gymnasium, Tokyo | Il s'agissait d'un Last Man Standing Lumberjack Match. Le titre de King Of Pro-Wrestling de Takagi était en jeu. |